# セオドア・ヴァン・カーク

署名

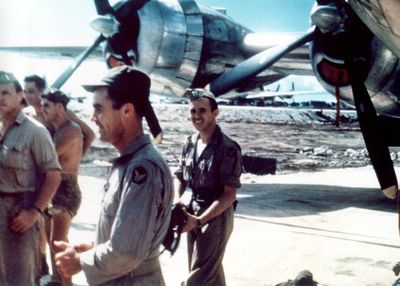
広島市への原爆投下後（写真中央、1945年8月6日）

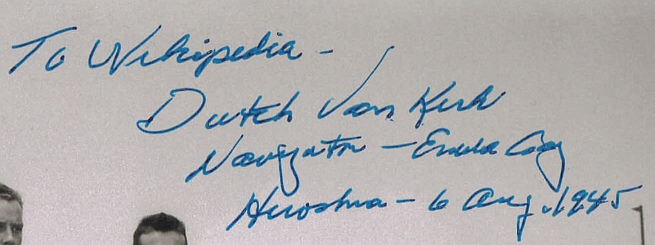
「ウィキペディアへ、ダッチ・ヴァン・カーク、エノラ・ゲイ、広島」（2010年8月31日、テキサス州ダラスにて）

セオドア・ヴァン・カーク（Theodore Van Kirk、1921年2月27日 - 2014年7月28日）は、アメリカ合衆国の退役軍人。広島市に原子爆弾「リトルボーイ」を投下したB-29エノラ・ゲイ号乗組員の最後の生存者だった。

## 来歴・人物
1941年10月、航空士官候補生訓練課程（アメリカ陸軍航空軍）に参加。後に配属された部隊には後にエノラ・ゲイに同乗するポール・ティベッツ、トーマス・フィアビーが居た。カークの操縦する輸送機にはマーク・W・クラークや、軍人時代のアイゼンハウアーなどが搭乗した。

### 広島への原爆投下
1945年8月6日、エノラ・ゲイ航法士として広島市への原爆投下に参加。2007年から2013年にかけて毎年行われたインタビューにて当時をこのように回想していた。
原爆を「2つの害悪のうち小さい方（大きい方は1945年11月に計画されていた米国による本土上陸作戦を指す）」と表現するなど、原爆投下を正当化するその見解はトルーマン大統領をはじめ米国政府の公式見解と同様のものであり、その後のインタビューでも一貫してぶれることは無かった。「気の毒（sorry）なことをした」とも語っているが「謝罪（apology）」という意味ではないという。しかしながら、「同じ過ちを繰り返してはならない」と語っていた。
第二次世界大戦終戦後、ビキニ環礁で行われた核実験クロスロード作戦に参加した。

### 除隊後
1946年、退役。バックネル大学にて化学工学の学士号と理学修士号を取得後、デュポンに就職。同社で30数年務め、この間、4人の子供を育てた。2010年には別のエノラ・ゲイ搭乗員が死去したため「最後の生存者」となった。後年は戦争体験の語り部としても活動し、ヴァンカークはその理由について「学生に話をするのは、彼らが同じ過ち（the same mistake）を繰り返さないために、戦争で何が起こったのかを伝えるためだ。彼らが将来、原爆を落とさないように」とも述べていた。2014年死去。93歳没。

## 出演作品
- ヒロシマナガサキ